# Acanthocephalus clavula
Acanthocephalus clavula é uma espécie de acantocéfalo pertencente à família Echinorhynchidae.
A autoridade da espécie é Dujardin, tendo sido descrita em 1845.
Trata-se de uma espécie presente em território português, incluindo a sua zona económica exclusiva.